# Lin Qingfeng
Lin Qingfeng (en chino: 林清峰; Changle, 26 de enero de 1989) es un deportista chino que compitió en halterofilia. Participó en los Juegos Olímpicos de Londres 2012, obteniendo una medalla de oro en la categoría de 69 kg.

## Palmarés internacional
| Juegos Olímpicos | Juegos Olímpicos      | Juegos Olímpicos | Juegos Olímpicos |
| Año              | Lugar                 | Medalla          | Categoría        |
| ---------------- | --------------------- | ---------------- | ---------------- |
| 2012             | Londres (Reino Unido) | Medalla de oro   | 69 kg            |